# Xã Breton, Quận Washington, Missouri
Xã Breton (tiếng Anh: Breton Township) là một xã thuộc quận Washington, tiểu bang Missouri, Hoa Kỳ. Năm 2010, dân số của xã này là 10.326 người.